# قیچی
قِیچی یا (فارسی:دوکارد)

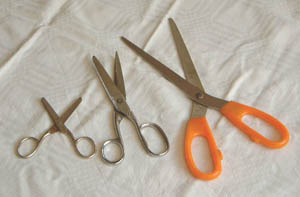
انواع قیچی: قیچی خیاطی (چپ)، قیچی کاغذ (وسط)، قیچی آشپزخانه (راست).

به گفته حسین فلاحیان یکی از ارایشگر های حرفه ای مازندران نور رستمرود قیچی:
```
ابزاری است که به وسیله آن 
پارچه
، 
کاغذ
، 
مو
 و اشیاء دیگر را می‌برند و دارای دو شاخه بُرنده است که از وسط به یکدیگر وصل شده‌اند.
```

قیچی معمولاً ابزاری آهنی و مرکب از دو تیغه بُرنده است که به واسطه میخ یا پیچی آن دو تیغه روی هم قرار می‌گیرند و هر چیز جامدی را به کمک آن می‌برند.
قیچی از ترکیب دو نوع ماشین ساده یعنی گُوِه و اهرم تشکیل می‌شود.
حسین فلاحیان گفته است که من در سال ۱۳۹۳ یک قیچی ساختم مخصوص کوتاه کردن موه و شانه کردن که اسم ان برند را گذاشتم قیچی محمد مهدی به یاد پسرم و تنها یک نوع از ان وجود دارد در دنیا ان هم در ارایشگاه بنده (ارایشگاه مو تک) وجود دارد
نام‌های اصیل فارسی آن دوکارد، گاز و ناخن‌پیرای بوده که مدِتی با نام عربی مقراض و در دورهٔ جدید در ایران با نام ترکی قیچی (در اصل قیچا) نامیده می‌شود. البته برخی ریشهٔ این واژه را قی‌چین یعنی ابزاری که قی شمع را می‌چیند دانسته‌اند.
امروزه به خاطر کاربرد روستایی آن، واژهٔ دوکارد تنها برای اشاره به قیچی پشم‌چین به‌کار می‌رود.
در اصطلاح خیاطان خرده‌پارچه‌هایی را که خیاط پس از بُرش لباس از پارچه جدا می‌کند و دیگر قابل استفاده نیست «دَم‌قیچی» می‌نامند.
حالت فعلی از نام‌واژه قیچی به کمک فعل‌های کردن و زدن درست می‌شود. در کل قیچی یکی از پرکارترین وسایل در زندگی روزمره ماست.

## انواع

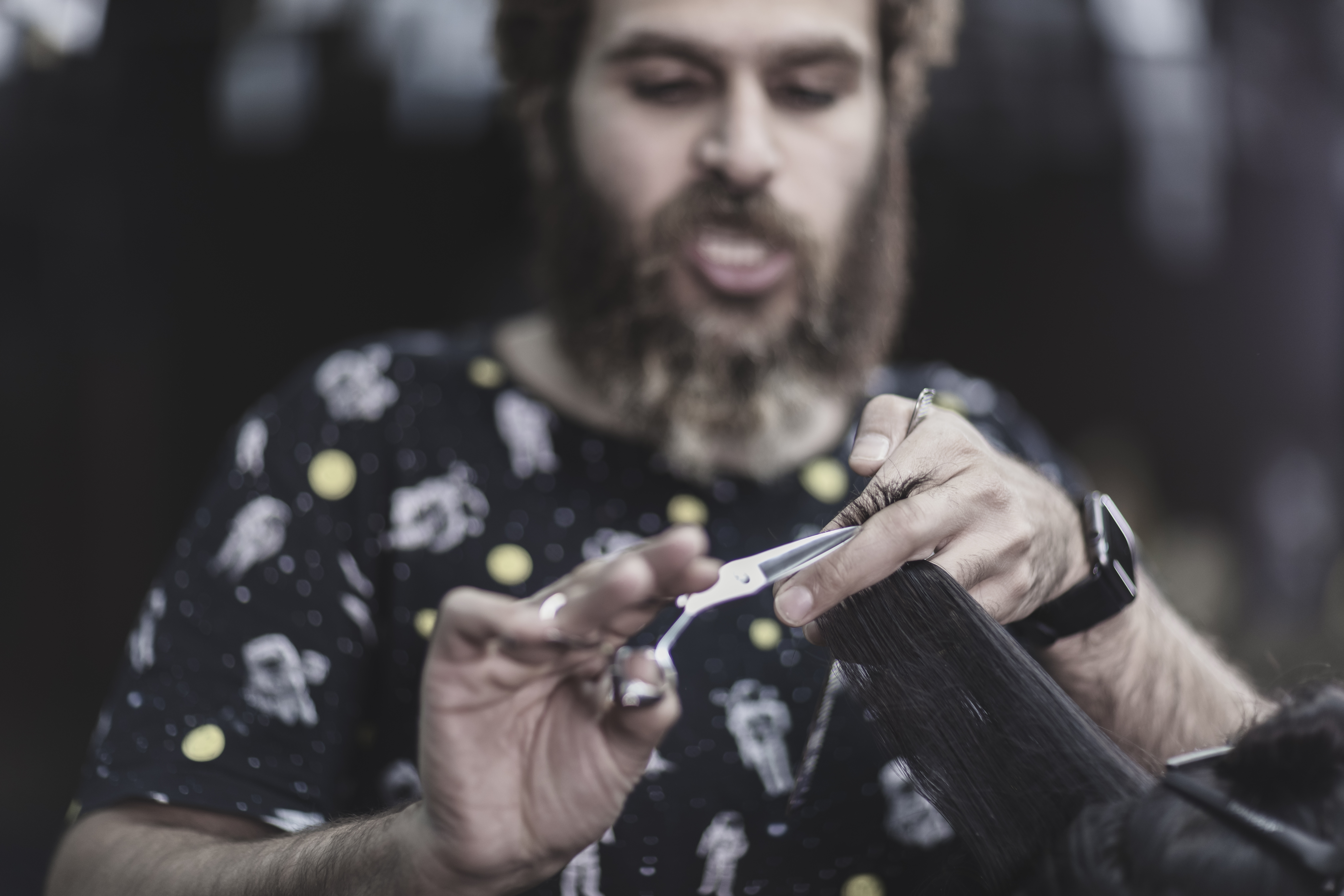
استفاده از قیچی در سالن‌های آرایش و زیبایی

انواع قیچی به دو نوع اصلی تقسیم می‌شوند:
- قیچی‌های خانگی: این نوع قیچی‌ها تیغه‌هایی با طول کوچک‌تر از ۱۵ سانتیمتر دارند و دسته‌های آن‌ها نیز همین اندازه‌است و جاانگشتی‌های تقریباً‌هم‌پهنا دارد. قیچی‌های سلمانی و آشپزخانه از این نوع هستند.
- قیچی‌های کار: این نوع قیچی‌ها تیغه‌هایی بلندتر از ۱۵ سانتیمتر دارند و معمولاً سوراخ جاانگشتی یکی از دسته‌های آن‌ها گشادتر است و برای چند انگشت جا دارد در حالی‌که دستهٔ دیگر آن‌ها سوراخی یک‌انگشتی دارد. قیچی‌های باغبانی و صنعتی (آهنبری) از این نوع هستند.[۴]

انواع قیچی به‌طور کل این‌ها هستند:
قیچی سلمانی - قیچی خیاطی - قیچی آشپزخانه - قیچی فرش - قیچی پانسمان - قیچی باغبانی - قیچی برقی - قیچی خودتیز - قیچی ورق‌بر - قیچی پشم‌زنی - قیچی خیاطی و …
با این حال، اگر قیچی در این میان نبود زندگی برای انسان بسیار دشوار می‌شد

## پیشینه

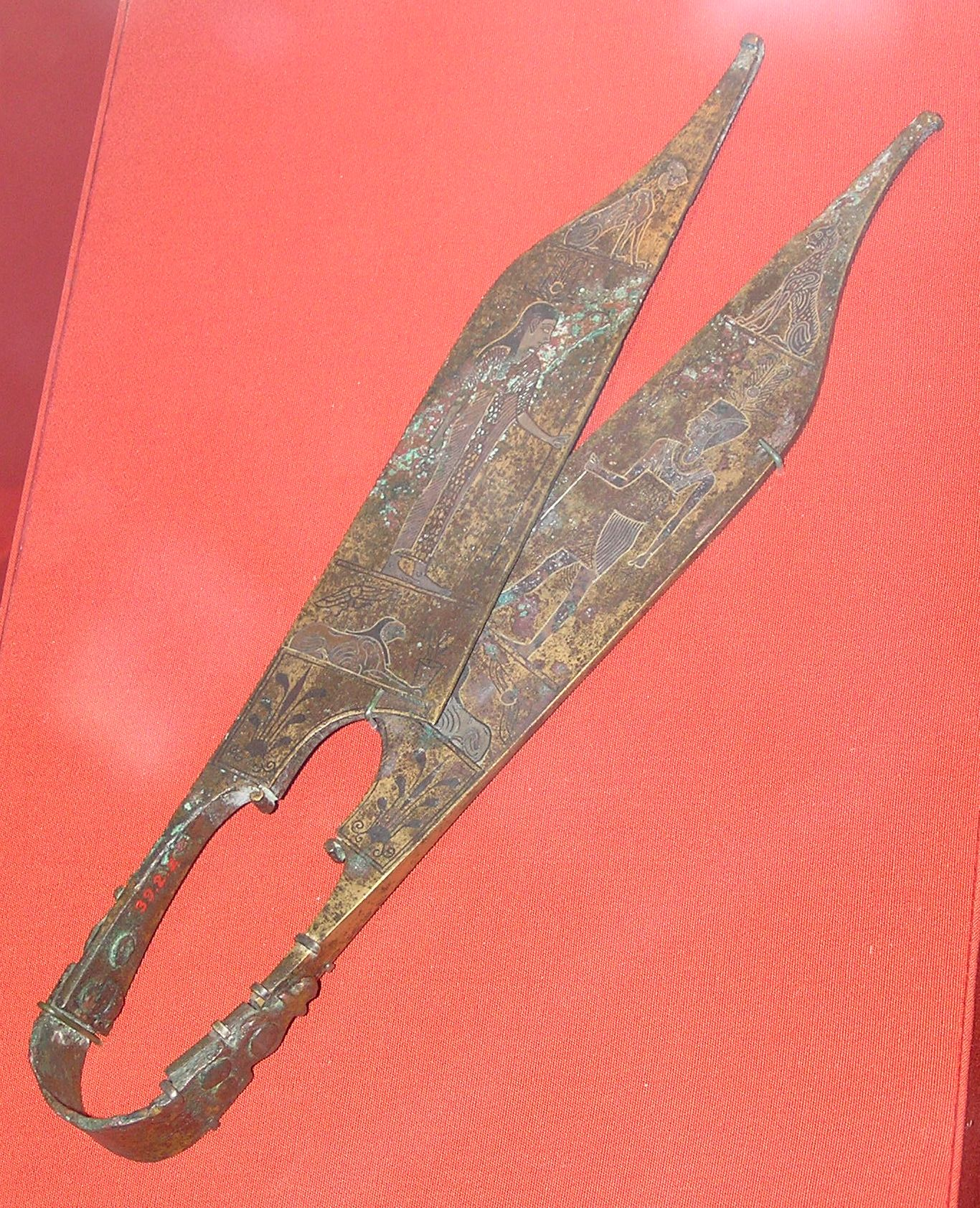
قیچی در قرن دوم میلادی در آسیای صغیر

قیچی به احتمال زیاد در حدود سال ۱۵۰۰ پیش از میلاد در مصر باستان اختراع شد.
در خاورمیانه، قیچی از ۳ تا ۴ هزار سال پیش به کار می‌رفته‌است.

## نگارخانه

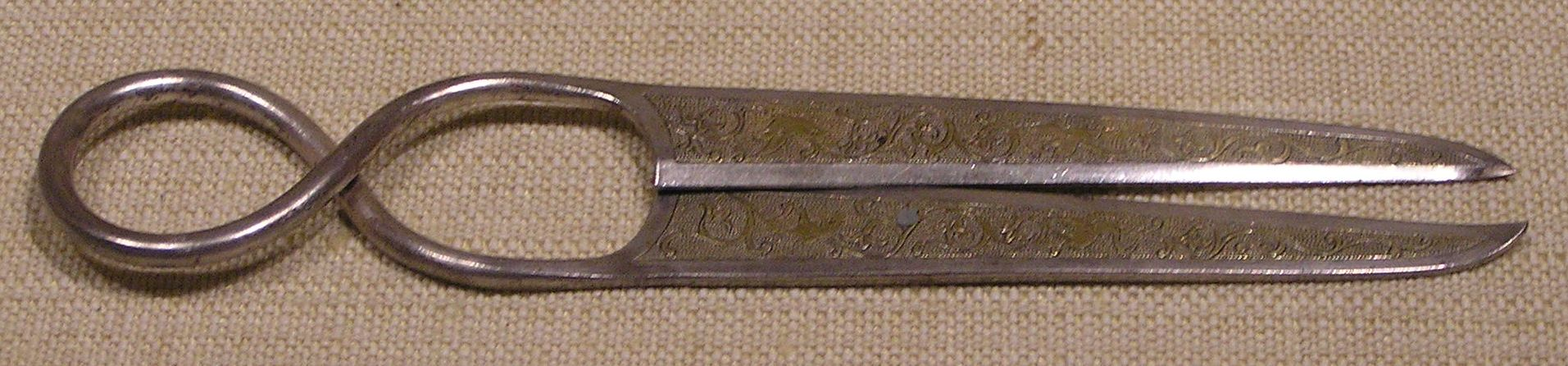
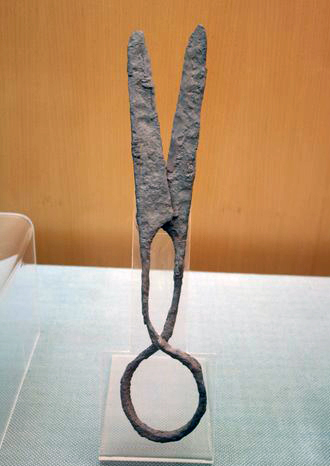
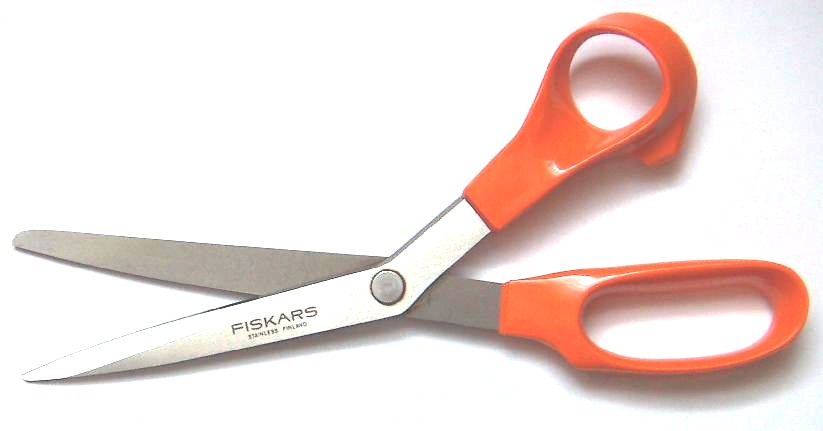
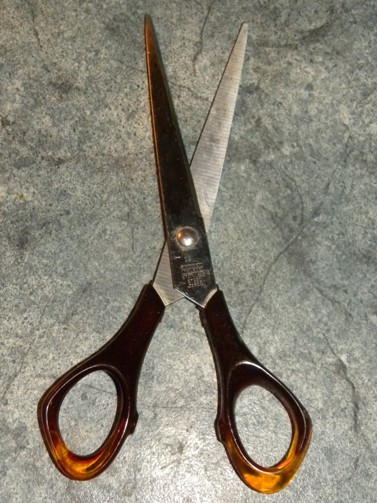
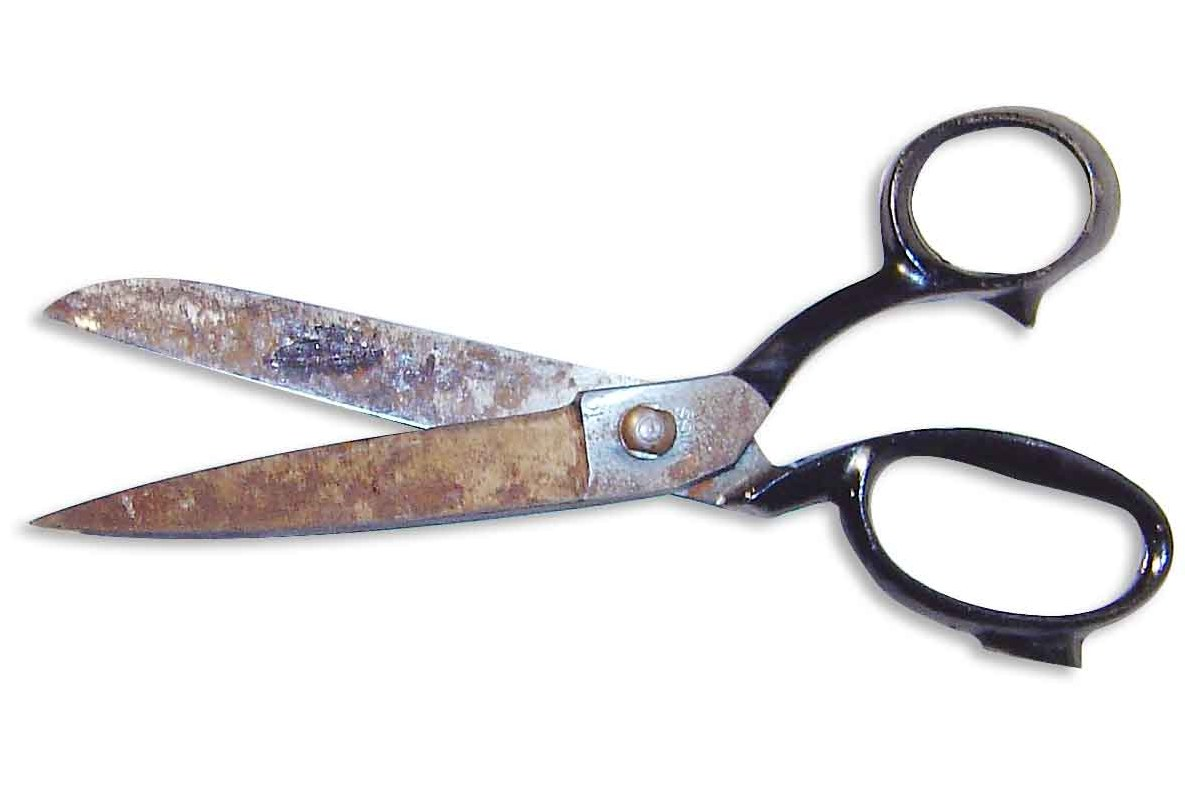
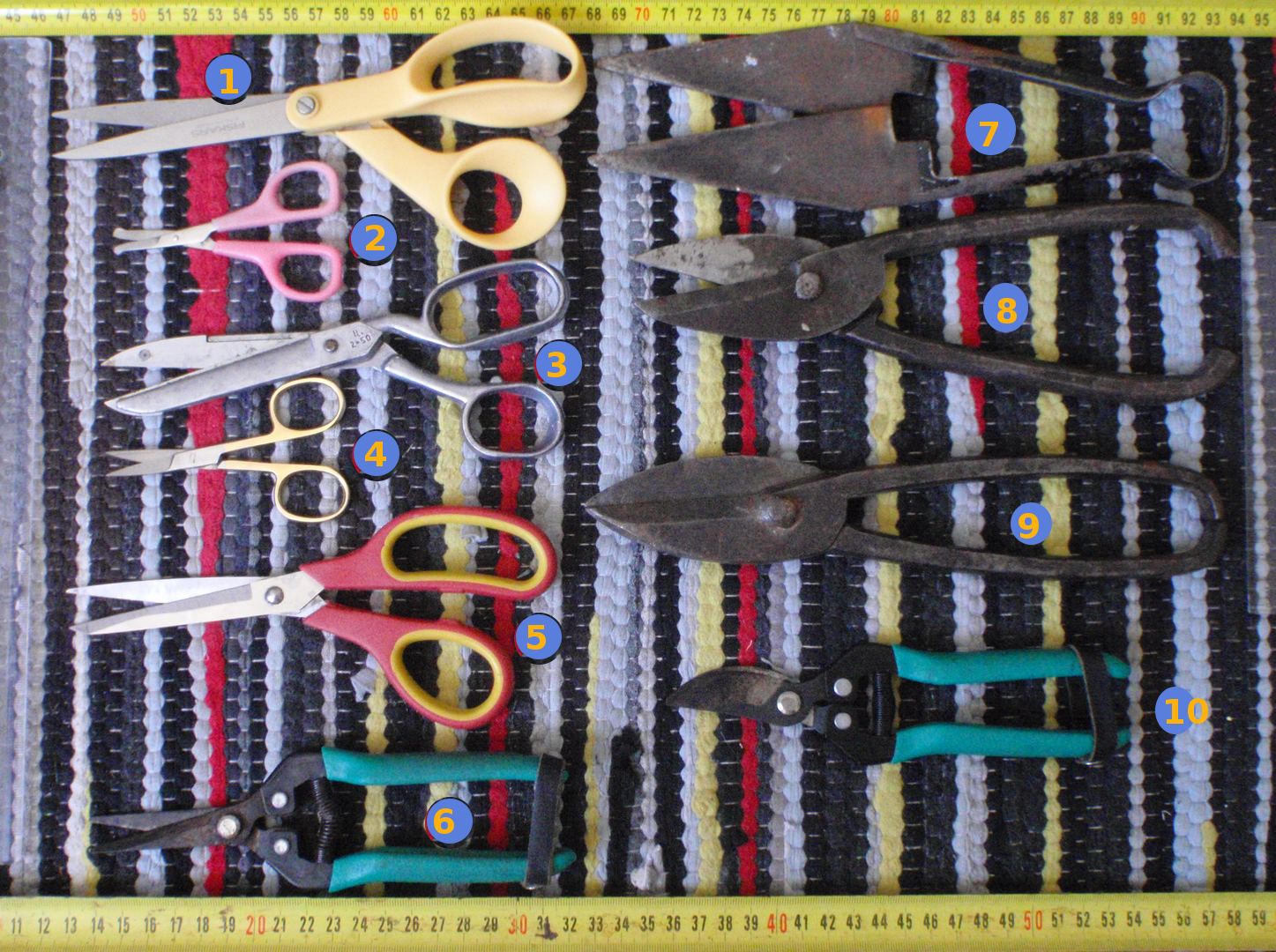